# Горбани (Ингушетия)
Горбани — село в Джейрахском районе Республики Ингушетия. Входит в состав сельского поселения Джейрах.

## География
Село расположено в южной части республики на расстоянии примерно в 3 километрах по прямой к северо-западу от районного центра Джейраха.
Часовой пояс
Село Горбани как и вся Ингушетия, находится в часовой зоне МСК (московское время). Смещение применяемого времени относительно UTC составляет +3:00.

## Население
| 2010 | 2024 |
| ---- | ---- |
| 0    | ↗1   |